# Skupnost neodvisnih držav
Skupnost neodvisnih držav (rusko Содружество Независимых Государств) je ohlapno združenje 12 držav, nekdanjih republik oz. članic Sovjetske zveze.
Leta 1991 je postalo dokončno jasno, da Sovjetska zveza v dotakratni obliki ne bo obstajala dolgo. Sovjetski voditelj Mihail Sergejevič Gorbačov je sicer poskušal preoblikovati Sovjetsko zvezo v »zvezo suverenih republik«, kot so neuradno poimenovali novo državno skupnost. Za to je tudi dobil podporo na vsesovjetskem referendumu, vendar je po poskusu prevrata avgusta 1991 vse skupaj padlo v vodo, saj je mednarodna skupnost priznala neodvisnost pribaltskih republik Litve, Latvije in Estonije, neodvisnost so začele razglašati tudi ostale republike (najbolj odmevna je bila Ukrajina), pa tudi ruski predsednik Boris Nikolajevič Jelcin, ki mu je poskus prevrata pomenil odskočno desko v sam vrh politike, je začel vleči poteze, ki se niso skladale s tistimi iz Kremlja.
8. decembra 1991 so se v naravnem rezervatu Beloveška pušča, nedaleč od beloruskega mesta Brest sestali voditelji Rusije (Boris Nikolajevič Jelcin), Ukrajine (Leonid Makarovič Kravčuk) in Belorusije (Stanislav Stanislavavič Šuškevič) ter podpisali sporazum o nameri ustanovitve Skupnosti neodvisnih držav. Že slaba dva tedna kasneje, 21. decembra, so se v takratni prestolnici Kazahstana Alma-Ati (danes Almati) sestali predstavniki 11 od 15 sovjetskih republik in podpisali sporazum, ki je dokončno odpravil Sovjetsko zvezo in ustanovil SND. Sporazuma niso podpisale vse tri takrat že povsem neodvisne pribaltske republike Litva, Latvija in Estonija ter tudi Gruzija. Vse štiri so menile, da so bile nezakonito priključene Sovjetski zvezi. Le nekaj dni po tem srečanju je tudi Gorbačov spoznal novonastalo realnost in odstopil.
Gruzija je pristopila k skupnosti decembra 1993. Do takrat so bile razmere v tej državi kaotične. Odcepili sta se avtonomni pokrajini Abhazija in Južna Osetija, poleg tega pa so se spopadale enote redne vojske in privrženci odstavljenega predsednika Zviada Gamsahurdije. Na koncu so posredovale ruske enote in Gruzijo tako rekoč prisilile k pristopu k SND.
SND, katere sedež se nahaja v Minsku, ni uspela rešiti vseh konfliktov, do katerih je prišlo ob razpadu Sovjetske zveze. Najbolj očitni dokazi, da je Rusija »bolj enakopravna« od ostalih članic, so konflikt med Armenijo in Azerbajdžanom glede Gorskega Karabaha, Pridnestrje v Moldaviji ter Abhazija in Južna Osetija, h katerih dejanski neodvisnosti od Gruzije je ravno tako precej pomagala Rusija. Kljub vsemu pa je za leto 2005 načrtovana uvedba območja proste trgovine med članicami in poglobitev čezmejnega sodelovanja na področju preprečevanja kriminala.
SND je bila v letu 1992 priznana tudi v športu. Na zimskih olimpijskih igrah 1992 v Albertvillu so članice SND nastopile v enotni združeni ekipi, na poletnih olimpijskih igrah 1992 v Barceloni so ravno tako nastopile v združeni ekipi, vendar so na podelitvi kolajn v individualnih športnih panogah že izobesili zastavo (in v primeru zmage zaigrali himno) tiste države, od koder je športnik dejansko prihajal. Reprezentanca SND je nastopila tudi na evropskem prvenstvu v nogometu leta 1992 na Švedskem, saj so se kvalifikacije končale še pred razpadom Sovjetske zveze.
Gruzija se je po vojni leta 2008 odločila, da bo izstopila iz skupnosti, kar je uradno storila 17. avgusta 2009. Za njo je enako storila še Ukrajina.